# Keiichi Zaizen
Keiichi Zaizen (jap. 財前 恵一, Zaizen Keiichi; * 17. Juni 1968 in Hokkaido) ist ein ehemaliger japanischer Fußballspieler und -trainer.

## Karriere
Zaizen erlernte das Fußballspielen in der Schulmannschaft der Muroran Otani High School. Seinen ersten Vertrag unterschrieb er 1987 bei Nissan Motors. Der Verein spielte in der höchsten Liga des Landes, der Japan Soccer League. Mit dem Verein wurde er 1988/89 und 1989/90 japanischer Meister. Mit Gründung der Profiliga J.League 1992 und der damit verbundenen Neuorganisation des japanischen Fußballs wurde Nissan Motors zu den Yokohama Marinos. 1994 wurde er an den Zweitligisten Kashiwa Reysol ausgeliehen. 1994 wurde er mit dem Verein Vizemeister der Japan Football League. 1995 kehrte er zu den Yokohama Marinos zurück. 1996 wechselte er zum Zweitligisten Consadole Sapporo. Ende 1996 beendete er seine Karriere als Fußballspieler.

## Erfolge
Nissan Motors/Yokohama Marinos
- Japan Soccer League

Meister: 1988/89, 1989/90
Vizemeister: 1990/91, 1991/92
- J1 League

Meister: 1995
- JSL Cup

Sieger: 1988, 1989, 1990
- Kaiserpokal

Sieger: 1988, 1989, 1991, 1992
Finalist: 1990